# نبردهای شاهزاده ایران
نبردهای شاهزاده ایران (به انگلیسی: Battles of Prince of Persia) شاهزاده ایران یک بازی ویدیویی مبتنی بر تاکتیک است که برای کنسول دستی Nintendo DS منتشر شده که در آن بازیکن نقش شخصیت های مختلفی را از دنیای شاهزاده ایرانی حضور دارند از جمله شاهزاده که در بازی حضور دارد.

## داستان
داستان این بازی بین خط داستانی شاهزاده ایران:شن های زمان و شاهزاده ایران:در میان جنگجویان اتفاق می افتد و در ایران ، هند و جایی خیالی به نامAresura جریان دارد.هر یک از این سرزمین ها سه ژنرال برای جنگ با یکدیگر می فرستند.
شاهزاده متوجه می شود که او توسط داهاکا ، نگهبان سرنوشت ، شکار می شود ، زیرا او در سرنوشتش دخالت می کرد از مرگش جلوگیری میکرد در همین زمان ، شاهزاده به طور اتفاقی سبب نبرد بین ایران و هند می شود.در طول بازی ، شاهزاده جعبه ای را باز میکند که سبب آزاد شدن شیاطینی باستانی میشود شاهزاده با یکی از شیاطین به نام Deavas مبارزه می کند ، و با کالیم ، شاهزاده هند و برادر عشق گمشده اش فرح آشنا میشود.
به دلیل جنگ های زیاد شخصیت شاهزاده تاریک تر و بالغ تر می شود.

## گیم پلی
جنگ برای شاهزاده ایران یک بازی با سبک تاکتیکی است که با عناصر بازی کارتی نیز استفاده میکند.این بازی شامل انواع مختلفی کارت های بازی است که با یک تصویر و شماره مشخص می شوند و کارت های مورد استفاده دو کاربرد دارند.اولین استفاده برای پخش اثر جادویی روی کارت است ، دومین استفاده از کارت شماره در کارت است که تعیین می کند که چه تعداد فعالیت بازیکن در طی یک ساعت انجام دهد.هر نبرد به چند ساعت تقسیم می شود که سپس هر ساعت به چند دور تقسیم می شود. هر دور ، یک بازیکن می تواند از کارت ها استفاده کند ، یا استفاده نمی‌کند می گذرد.
زمانی ساعت به پایان می رسد که هر دو بازیکن کارت هایشان به پایان رسیده و یا تمایلی به استفاده از آن ندارند.این بازی شامل عناصر تاکتیکی مانند منطقه کنترل و رو به روشی است که حمله به دشمن از پشت نتیجه بهتری نسبت به جلو خواهد داشت.بازی شامل المان های تاکتیکی است که بازیکن را برای استفاده از منافع بیشتر به حمله از پشت به دشمنان سوق میدهد محدوده کنترل مانع از حرکت بازیکنان به صورت مستقیم به خطوط دشمن و به سمت هدف یا رهبر می شود.

## بازتاب ها
| گردآورنده  | امتیاز |
| ---------- | ------ |
| گیم‌رنکینگز | 65.16% |
| متاکریتیک  | 64/100 |

| ناشر                | امتیاز |
| ------------------- | ------ |
| اج                  | 5/10   |
| یوروگیمر            | 4/10   |
| گیم اینفورمر        | 8.5/10 |
| گیم‌اسپای            | [ ۶ ]  |
| آی‌جی‌ان              | 5.5/10 |
| مجله ان‌جی‌سی         | 69%    |
| نینتندو پاور        | 6.5/10 |
| نینتندو ورلد ریپورت | 5.5/10 |
| پال‌جی‌ان             | 7/10   |
| VideoGamer.com      | 4/10   |

جنگ برای شاهزاده ایران نقد های مختلفی دریافت کرد گیم رنکینگز به آن امتیاز 65.16%, متاکریتیک به آن 64 از 100 داد.